# Gloom (videogioco)
Gloom è un videogioco sparatutto del 1995. Primo clone di Doom pubblicato per Amiga, nel 2017 il codice sorgente è stato licenziato nel pubblico dominio. Una versione migliorata del titolo è stata distribuita nel 1996 come Gloom Deluxe.